# Guatemalská vlajka

Guatemalská vlajka
Poměr stran: 5:8

Guatemalská národní vlajka
Poměr stran: 5:8

Vlajka Guatemaly je tvořena listem o poměru stran 5:8 se třemi vertikálními pruhy – světle modrým, bílým a světle modrým. Uprostřed státní vlajky, v bílém pruhu, je znak z roku 1997 (základ znaku je ale již z roku 1871). Je na něm v přirozených barvách quetzal (Kvesal chocholatý, guatemalský národní pták z řádu trogonů), symbolizující svobodu, který svírá pergamenový svitek s textem LIBERTAD 15 DE SEPTIEMBRE DE 1821 (Svoboda a den vyhlášení nezávislosti na Španělsku). Za ním jsou zkřížené pušky značky Remington s nasazenými bodáky a zkřížené šavle uvnitř vavřínového věnce.
Barvy vlajky upomínají na Spojené provincie Střední Ameriky, ke kterým Guatemala v letech 1823–1839 patřila, společně s Hondurasem, Kostarikou, Nikaraguou a Salvadorem, na rozdíl od jejich vlajek má však pruhy ve vertikální poloze. Na všech uvedených vlajkách to symbolizuje polohu federace mezi Karibským mořem a Tichým oceánem. Modrá barva znamená nezávislost země, bílá mír.

Vlajka guatemalského prezidenta Poměr stran: 5:8

## Historie
Území dnešní Guatemaly bylo součástí Mayské říše do roku 1523, kdy bylo dobyto Španěly. V roce 1560 se toto území stalo součástí Generálního kapitanátu Guatemala, který zahrnoval podstatnou část Střední Ameriky (dnešní Guatemala, Belize, Honduras, Salvador, Nikaragua a Kostarika, ale bez Panamy. Prvními vlajkami v pokolumbovské éře tedy byly španělské vlajky, od roku 1785 státní a válečná vlajka Španělského království.
15. září 1821 vyhlásila Guatemala nezávislost a vlajkou se stala španělská vlajka bez státního znaku.
5. ledna 1822 byla Guatemala připojena k Mexickému císařství, a začaly se vyvěšovat jeho vlajky, po svržení císaře (14. dubna 1823 pak vlajky mexické republiky.
Po pádu císařství se začaly vyvěšovat neoficiální vlajky: modro-bílo-modré vlajky s horizontálními pruhy. 1. července 1823 vyhlásila Guatemala znovu nezávislost na Mexiku a vytvořila základ Spojených provincií Střední Ameriky (konfederace byla oficiálně založena 10. července). Vlajkou konfederace se stal 21. srpna list s třemi vodorovnými pruhy: modrým, bílým a modrým (pravděpodobně o poměru stran 3:5), a znakem Spojených středoamerických provincií uprostřed, v kruhovém poli.
22. listopadu 1824 byl název konfederace změněn na Federativní republika Střední Ameriky (ve zdroji Středoamerická spolková republika); oficiálně vyhlášena byla 10. dubna 1825. Na státní vlajce o poměru stran 3:5 se změnil pouze státní znak, nyní v oválném poli.
13. dubna 1839 Guatemala z federace vystoupila a vytvořila nezávislý stát. V této souvislosti byla změněna vlajka, ale zase pouhou změnou znaku na vlajce s modro-bílo-modrými, horizontálními pruhy. 26. října 1843 byl změněn státní znak a tato změna se zároveň promítla i na novou vlajku.
Po nástupu prezidenta Mariana Paredese do funkce 1. ledna 1849, navrhl kongres změnit státní symboly (včetně vlajky) tak, aby symbolizovaly dobré vztahy se Španělskem. Nová vlajka byla schválena a zavedena 14. března 1851. Vlajku tvořily tři, stejně široké pruhy. Prostřední celý v bílé barvě a krajní rozděleny na polovinu v žerďové a vlající části. Horní červený v žerďové a modrý ve vlající části a dolní ve žluté a modré barvě. Uprostřed bílého pruhu byl na státní vlajce umístěn státní znak.
31. května 1858 byla nezvykle řešená vlajka změněna. Novou vlajku o poměru stran 2:3 tvořilo sedm horizontálních pruhů v poměru šířek 1:1:1:3:1:1:1 v barvách (odshora) modrá-bílá-červená-žlutá-červená-bílá-modrá. Uprostřed listu byl na státní vlajce umístěn státní znak.
17. srpna 1871 zavedl guatemalský prezident, generál Miguel García Granados dekretem č. 12 novou národní vlajku, která tři měsíce plnila i funkci státní vlajky. Vlajku tvořily tři, stejně široké vertikální pruhy: světle modrý, bílý a světle modrý. 18. listopadu byla dekretem č. 33 zavedena státní vlajka, přidáním znaku ve světle modrém štítu doprostřed vlajky (zobrazená vlajka má světlejší odstín). Tato podoba vlajky se užívala do roku 1900, ale dle některých zdrojů až do roku 1926. Poté byl modrý štít pod znakem odstraněn.
12. září 1968 došlo k zatím poslední změně vlajky. Poměr stran se změnil na 5:8, odstín modrých pruhů byl změněn na světlejší a znak byl zmenšen. Na znaku byly zaměněny ratolesti kávovníku za vavřín a odstraněna byla i modrobílá stužka, která je svazovala.
26. prosince 1997 došlo k poslední změně znaku, a tím i státní vlajky. Quetzal od té doby hledí heraldicky vpravo a slovo setiembre se změnilo na septiembre (dosud se psal název měsíce září bez písmena P).

Španělská vlajka Guatemaly (1785–1821) Poměr stran: 2:3
Guatemalská vlajka (1821–1822) Poměr stran: 2:3
Mexická vlajka Guatemaly (1821–1823) Poměr stran: 4:7
Mexická vlajka Guatemaly (1823) Poměr stran: 4:7
Guatemalská vlajka v rámci Spojených provincií Střední Ameriky a Federativní republiky Střední Ameriky (1823/25–1838/39) Poměr stran: pravděpodobně 3:5, zobrazeno 2:3
Vlajka Spojených provincií Střední Ameriky v Guatemale (1823–1825) Poměr stran: pravděpodobně 3:5, zobrazeno 2:3
Vlajka Federativní republiky Střední Ameriky v Guatemale (1825–1839) Poměr stran: 3:5, zobrazeno 2:3
Guatemalská vlajka (1839–1843) Poměr stran: 3:5, zobrazeno 2:3
Guatemalská vlajka (1843–1851) Poměr stran: pravděpodobně 3:5, zobrazeno 2:3
Guatemalská státní vlajka (1851–1858) Poměr stran: pravděpodobně 3:5, zobrazeno 2:3
Guatemalská národní vlajka (1851–1858) Poměr stran: pravděpodobně 3:5, zobrazeno 2:3
Guatemalská státní vlajka (1858–1871) Poměr stran: 2:3, zobrazeno 1:2
Guatemalská národní vlajka (1858–1871) Poměr stran: 2:3, zobrazeno 1:2
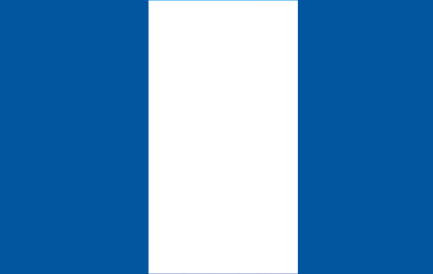
Guatemalská národní vlajka (1871–1968) Poměr stran: 2:3, zobrazen jiný poměr
Guatemalská národní vlajka (1871–~1900/1926); oproti zdroji světlejší Poměr stran: 2:3
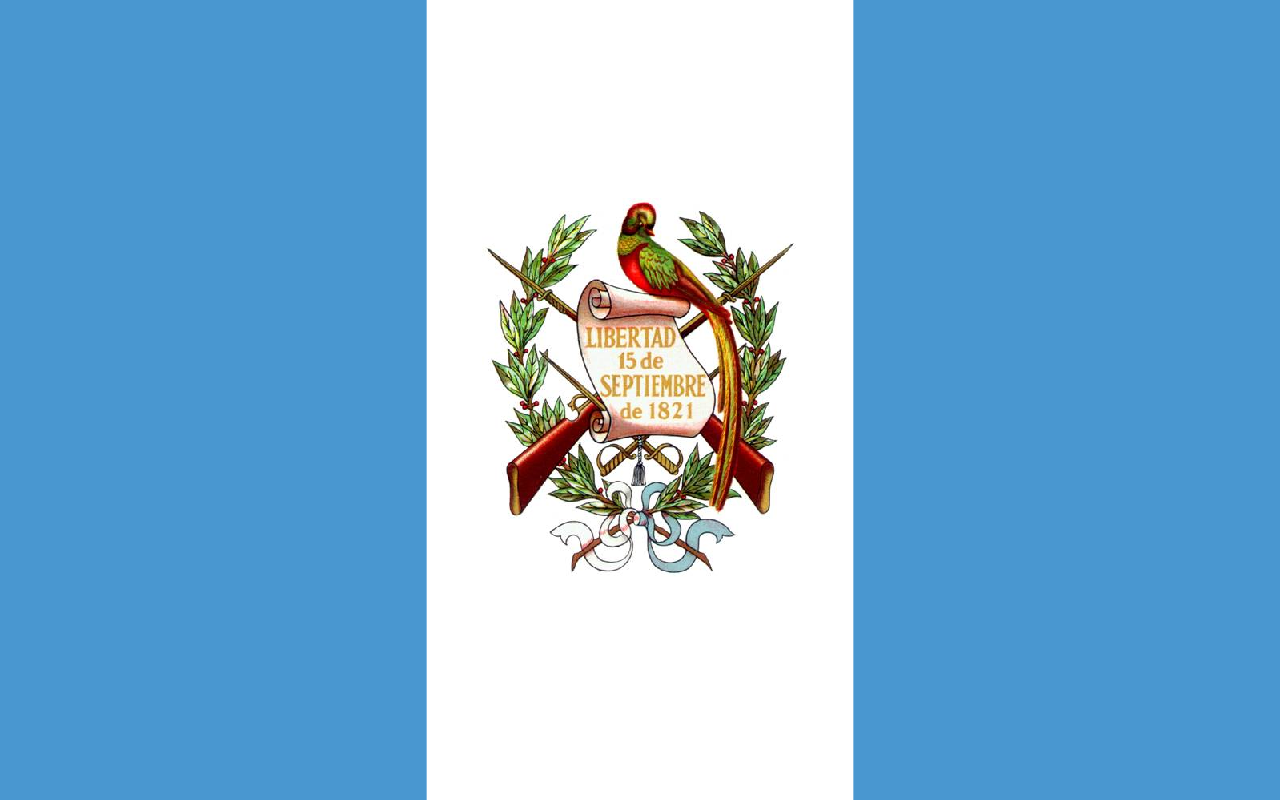
Guatemalská státní vlajka (~1900/1926–1968) Poměr stran: 2:3, zobrazen jiný poměr

## Vlajky bývalých členů Spojených provincií
Vlajky bývalých členů Spojených provincií Střední Ameriky, ke kterým Guatemala v letech 1823–1839 patřila, mají dodnes podobný design. Dominují jim modré a bíle pruhy, na rozdíl od guatemalské vlajky však horizontální.

Honduraská vlajka Poměr stran: 1:2
Kostarická národní vlajka Poměr stran: 3:5
Nikaragujská vlajka Poměr stran: 3:5
Salvadorská národní vlajka Poměr stran: 3:5

## Vlajky guatemalských departementů

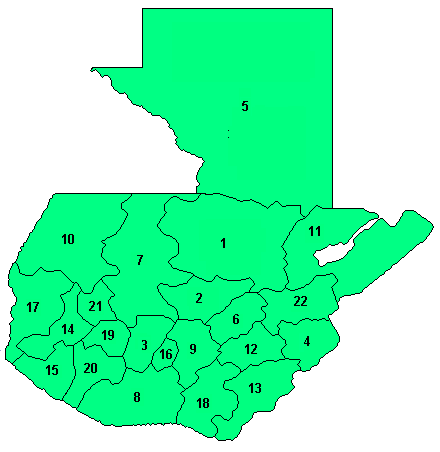
Departementy Guatemaly

Guatemala je unitární stát, administrativně rozčleněn na 22 
departementů (depatamento). Všechny mají své vlajky.

Alta Verapaz (1) Poměr stran: 5:8
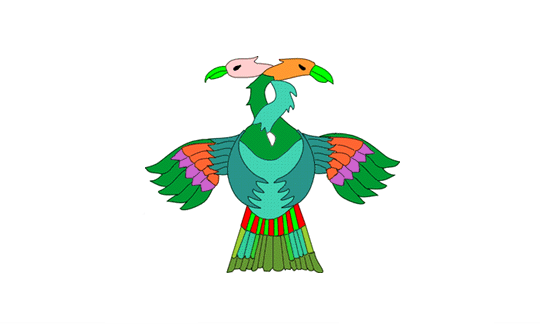
Baja Verapaz (2), stará vlajka Poměr stran: 5:8
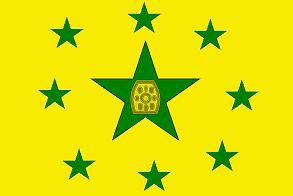
El Progreso (6) Poměr stran: 2:3
Guatemala (9), vlajka města i departmentu Poměr stran: 5:8
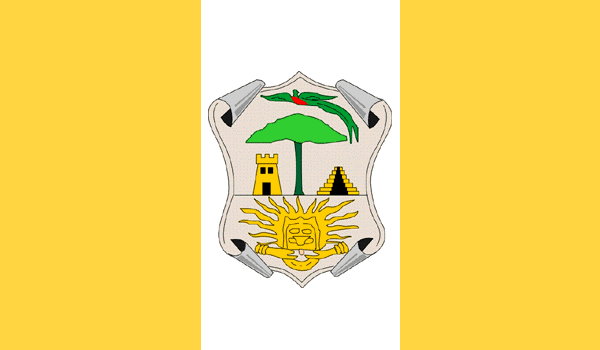
El Quiché (7) Poměr stran: 5:12
Escuintla (8) Poměr stran: 5:8
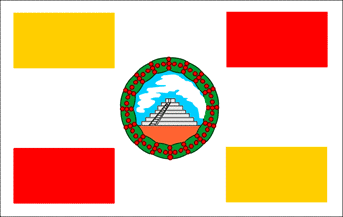
Huehuetenango (10) Poměr stran: 5:8
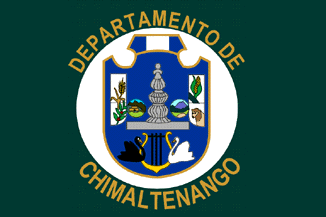
Chimaltenango (3) Poměr stran: 2:3
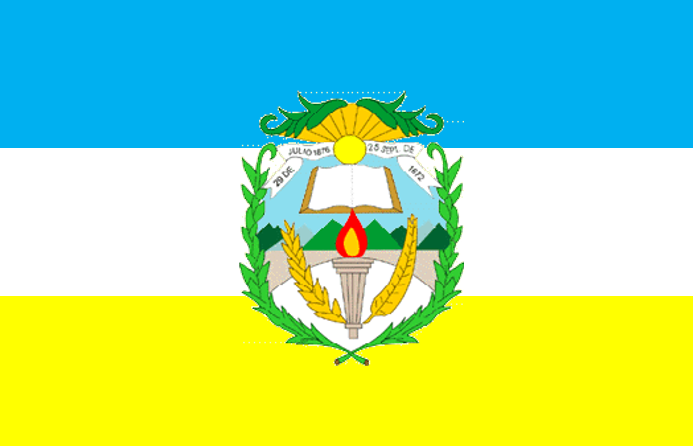
Chiquimula (4) Poměr stran: ~2:3
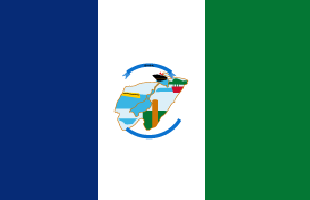
Izabal (11) Poměr stran: ~2:3
Jalapa (12) Poměr stran: 2:3
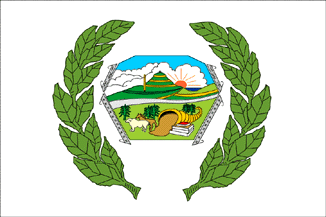
Jutiapa (13), jedna z variant Poměr stran: 2:3
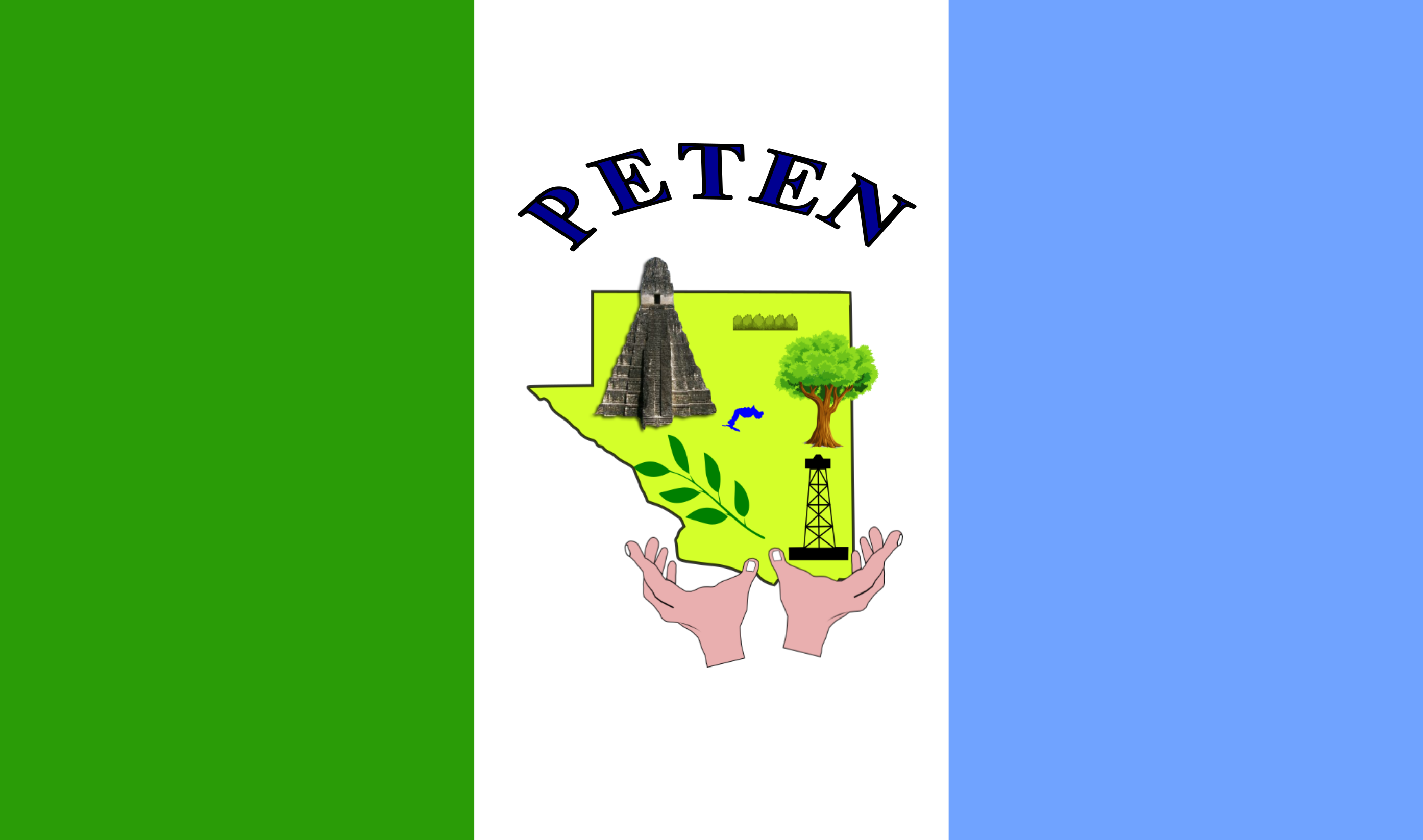
Petén (5), znak odlišný od zdroje Poměr stran: ~5:8
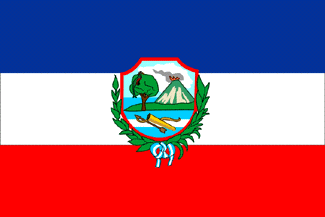
Quetzaltenango (14), jedna z variant Poměr stran: 2:3
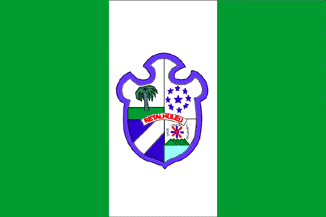
Retalhuleu (15) Poměr stran: 2:3
Sacatepéquez (16) Poměr stran: 5:8
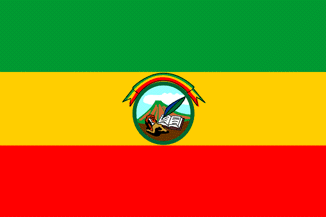
San Marcos (17) Poměr stran: 2:3
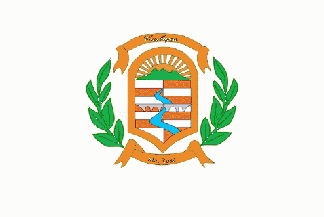
Santa Rosa (18) Poměr stran: 2:3
Sololá (19), oproti zdroji bez znaku Poměr stran: 2:3
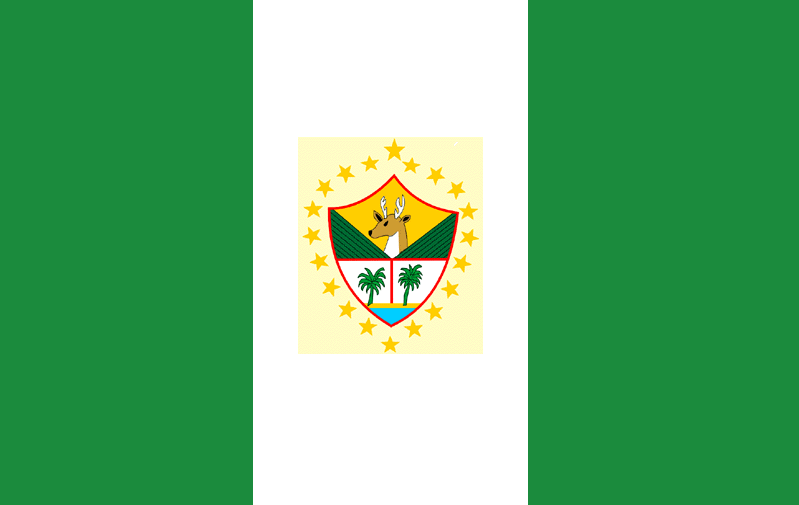
Suchitepéquez (20) Poměr stran: 5:8
Totonicapán (21) Poměr stran: 5:8